# Manuel Comas i Thos
Manuel Comas i Thos (Mataró, 1855 - Barcelona, 1914)  fue un arquitecto modernista español.

## Trayectoria
Se tituló en Barcelona en 1879. Desarrolló su obra en un estilo modernista de raíces neogóticas, perceptible sobre todo en la decoración de tipo floral aplicada a sus edificios. Fue autor de la casa Isidoro Majó, en la calle Doctor Dou 2 / Carme 40 (1890); la casa Jaume Moysi, en la Rambla de Cataluña 23 (1893-1895); la casa Isabel Pladevall, en la calle Enrique Granados 78 (1895); y la casa Viuda Marfà, en el paseo de Gracia 66 / calle de Valencia 274 (1901-1905). Esta última es quizá su obra más lograda, un edificio en chaflán de aire medieval —entre neorrománico y neogótico—, con dos torres laterales terminadas en hastial, y una fachada con tres arcos de medio punto en la entrada, una tribuna en el piso principal con arquerías de tracerías góticas, y una galería en arcada coronada por una barbacana en el piso superior.